# Christian Andreas Julius Reventlow
Christian Andreas Julius greve Reventlow (født 7. november 1807 på Kaltenhof, død 27. marts 1845 i Bordesholm) var en holstensk amtmand, bror til Ernst Christian, Heinrich og Friedrich Reventlou.
Han var søn af Heinrich greve Reventlow og Sophia Anna rigsgrevinde Baudissin, blev immatrikuleret 1826 ved universitetet i Kiel og studerede også ved Georg-August-Universität Göttingen blev 1830 cand.jur. fra Gottorp, 1834 landråd, 13. maj 1835 til 9. juli 1841 amtmand i Hytten Amt, 14. juli 1841 amtmand i Bordesholm, Kiel og Cronshagen Amter og samme år 10. juni Ridder af Dannebrog. 1843 blev han kammerherre.
Under sine studier i Kiel blev han i 1826 optaget i Corps Holsatia Kiel. I Göttingen blev han medlem af Corps Holsatia Göttingen. Senere kom han til Corps Slesvica Kiel.
Reventlow blev gift 22. august 1837 på Seelust med Georgine Marie Adelaide baronesse von Löwenstern (21. januar 1819 i Dresden - 16. april 1893 i Bordesholm), datter af kammerherre Georg Heinrich friherre von Löwenstern (1786-1856) og Adelaide "Lilly" Tugendreich Ernestine Frederikke Juliane komtesse Schimmelmann (1796-1876).